# ZDHHC21
ZDHHC21 (англ. Zinc finger DHHC-type containing 21) – білок, який кодується однойменним геном, розташованим у людей на короткому плечі 9-ї хромосоми. Довжина поліпептидного ланцюга білка становить 265 амінокислот, а молекулярна маса — 31 385.
| 10         |  | 20         |  | 30         |  | 40         |  | 50         |
| ---------- |  | ---------- |  | ---------- |  | ---------- |  | ---------- |
| MGLRIHFVVD |  | PHGWCCMGLI |  | VFVWLYNIVL |  | IPKIVLFPHY |  | EEGHIPGILI |
| IIFYGISIFC |  | LVALVRASIT |  | DPGRLPENPK |  | IPHGEREFWE |  | LCNKCNLMRP |
| KRSHHCSRCG |  | HCVRRMDHHC |  | PWINNCVGED |  | NHWLFLQLCF |  | YTELLTCYAL |
| MFSFCHYYYF |  | LPLKKRNLDL |  | FVFRHELAIM |  | RLAAFMGITM |  | LVGITGLFYT |
| QLIGIITDTT |  | SIEKMSNCCE |  | DISRPRKPWQ |  | QTFSEVFGTR |  | WKILWFIPFR |
| QRQPLRVPYH |  | FANHV      |  |            |  |            |  |            |

A: Аланін

C: Цистеїн

D: Аспарагінова кислота

E: Глутамінова кислота

F: Фенілаланін

G: Гліцин

H: Гістидин

I: Ізолейцин

K: Лізин

L: Лейцин

M: Метіонін

N: Аспарагін

P: Пролін

Q: Глутамін

R: Аргінін

S: Серин

T: Треонін

V: Валін

W: Триптофан

Кодований геном білок за функціями належить до трансфераз, ацилтрансфераз. 
Локалізований у мембрані, апараті гольджі.